# Manoir de Criquebœuf
Le manoir de Criquebœuf est un édifice situé à Bonnebosq, en France.
Le monument est situé dans le département français du Calvados, à Bonnebosq.

## Historique
Le manoir est daté de la seconde moitié du XVIe siècle.
L'édifice constituait une partie du manoir de Launay de Saint-Martin-de-Bienfaite-la-Cressonnière, et menaçait de tomber en ruines. Il a été soigneusement démonté et restauré puis remonté à son emplacement actuel. Seule la partie centrale de l'édifice, la plus ancienne, a été remontée.
L'acteur russo-américain Yul Brynner est venu s'y installer dans les années 1970, après l'avoir acquis à la fin des années 1960, à partir de 1971.
L'acteur a passé son dernier été, en 1985, dans sa propriété normande et une partie de ses cendres ont été répandues sur le site.
Le logis est inscrit au titre des Monuments historiques depuis le 6 janvier 2004.

## Architecture
L'édifice comprend une partie centrale à pans de bois et deux tours carrées défensives en pierre de taille. Des modifications ultérieures en pierres de taille ont permis d'élargir la construction et d'installer un escalier auquel on accédait par un couloir.